# WingNut Films
WingNut Films ist ein Filmproduktionsunternehmen aus Neuseeland, das 2003 von Peter Jackson und Michael Stephens gegründet wurde.

## Geschichte
WingNut Films war bereits vor ihrer Gründung 2003 an der Produktion von vielen Filmen von Peter Jackson beteiligt, darunter auch die Filmtrilogie Der Herr der Ringe. Das erste eigene Projekt war 2005 das King-Kong-Remake von Peter Jackson. Das Unternehmen wird von Michael Stephens, Peter Jackson und Fran Walsh geleitet.

## Filmographie
- 2001: Der Herr der Ringe: Die Gefährten (The Lord of the Rings: The Fellowship of the Ring)
- 2002: Der Herr der Ringe: Die zwei Türme (The Lord of the Rings: The Two Towers)
- 2003: Der Herr der Ringe: Die Rückkehr des Königs (The Lord of the Rings: The Return of the King)
- 2005: King Kong
- 2009: District 9
- 2009: In meinem Himmel (The Lovely Bones)
- 2011: Die Abenteuer von Tim und Struppi – Das Geheimnis der Einhorn (The Adventures of Tintin)
- 2012: Der Hobbit: Eine unerwartete Reise (The Hobbit: An Unexpected Journey)
- 2012: West of Memphis
- 2013: Der Hobbit: Smaugs Einöde (The Hobbit: The Desolation of Smaug)
- 2014: Der Hobbit: Die Schlacht der Fünf Heere (The Hobbit: The Battle of the Five Armies)